# Новотроицк (Северный район)
Новотроицк — село в Северном районе Новосибирской области России. Административный центр Новотроицкого сельсовета. 

## География
Расположено в 26 км к юго-востоку от села Северное и в 300 км к северо-западу от Новосибирска.

## История
Основано в 1908 году. В 1928 году село Ново-Троицкое состояло из 163 хозяйств, основное население — белорусы. В административном отношении центром Ново-Троицкого сельсовета и Ново-Троицкого района Барабинского округа Сибирского края.

## Население
| 2002 | 2007 | 2010 |
| ---- | ---- | ---- |
| 509  | ↘492 | ↘419 |

## Инфраструктура
По данным на 2007 год функционируют 1 учреждение здравоохранения и 1 учреждение образования.